# Todos detrás de Momo (serie televisiva)
Todos detrás de Momo es una serie de televisión uruguaya de drama creada y escrita por Carlos Tanco, dirigida por Pablo Stoll y Adrián Biniez y protagonizada por Néstor Guzzini y Gabriela Freire. Fue emitida por TV Ciudad y TNU desde el 28 de setiembre de 2018 hasta el 23 de noviembre del mismo año.
Fue ganadora del concurso Series.uy organizado por el Instituto del Cine y Audiovisual Nacional, Televisión Nacional Uruguay, la Dirección Nacional de Telecomunicaciones y Servicios de Comunicación Audiovisual y la Intendencia de Montevideo.

## Sinopsis
El agente Néstor Maidana (Néstor Guzzini) y la Oficial Gabriela Silenzi (Gabriela Freire) son dos policías de la Unidad de Vigilancia trabajando en un caso de tráficos de drogas relacionado con los deliverys. Un día se presenta la oportunidad de arrestar a posibles sospechosos pero los procedimientos son mal hechos y el caso se deshace. Lejos de despedirlo, Néstor, es asignado a infiltrarse en la murga La emboscada para resolver un asesinato y arrestar a una posible banda delictiva integrada por los murguistas. Para Néstor es un sueño a cumplir ya que siempre deseó ser murguista y lo ve convertido en realidad gracias a este trabajo. Sin embargo este influenciará su vida familiar y la relación con su compañera de trabajo. Gabi, luego del caso fallido empieza a sospechar que Néstor está teniendo problemas y va descubriendo en qué líos está metido su compañero.

## Reparto

### Principales
- Néstor Guzzini como Néstor Maidana
- Gabriela Freire como Gabriela Silenzi
- Gonzalo Delgado
- Lucio Hernández
- Carla Moscatelli como Patricia, la esposa de Néstor
- Gustavo Cabrera como "El Coso", director de la murga La emboscada
- Ramiro Perdomo
- Matías Singer

### Participaciones especiales
- César Troncoso
- Julieta Zylberberg
- Luis Orpi
- Christian Font
- Carlos Tanco
- Integrantes de la murga Cayó la cabra
- Alfonso Tort

## Premios y reconocimientos
Obtuvo el galardón como mejor ficción latinoamericana en los Premios TAL 2019 que premian los contenidos en canales públicos de América.